# 訃報 1977年8月
訃報 1977年8月（ふほう 1977ねん8がつ）では、1977年（昭和52年）8月中に物故した、又は物故が報じられた人物についてまとめる。

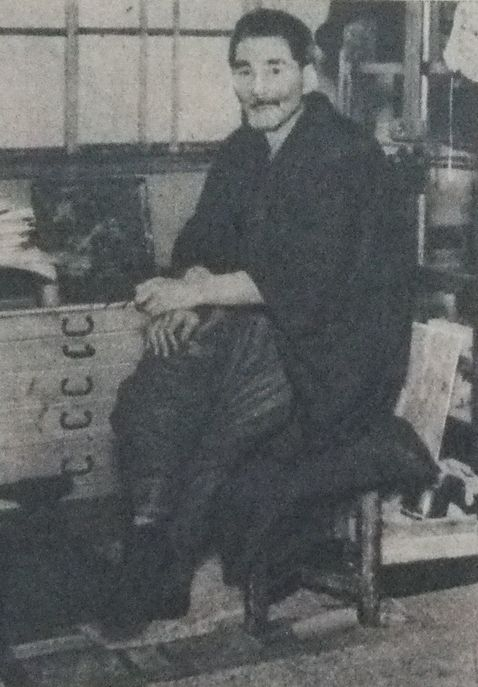
熊谷守一 / 8月1日没

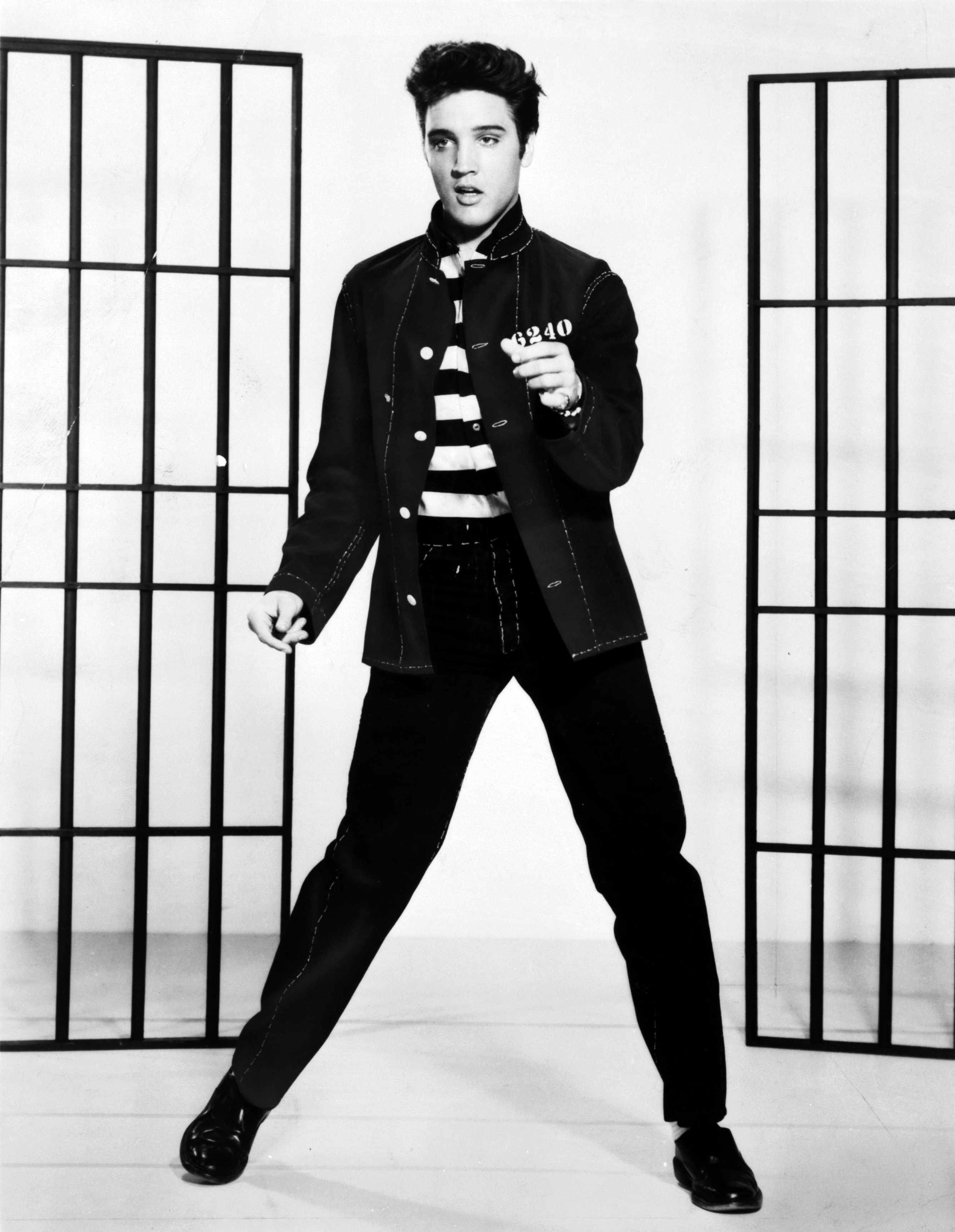
エルヴィス・プレスリー / 8月16日没

## （1日 - 15日）
- 8月1日 - 熊谷守一、画家（* 1880年）
- 8月1日 - フランシス・ゲーリー・パワーズ、軍人・U-2撃墜事件時のU-2機のパイロット（* 1929年）
- 8月3日 - 米倉美枝、合唱指揮者（* 1916年）
- 8月3日 - 吉田健一、文芸評論家・翻訳家・小説家（* 1912年）
- 8月3日 - 真船豊、劇作家・小説家（* 1902年）
- 8月3日 - マカリオス3世、キプロス初代大統領・キプロス正教会大主教（* 1913年）
- 8月4日 - エルンスト・ブロッホ、哲学者（* 1885年）
- 8月5日 - 山本時男、生物学者（* 1906年）
- 8月5日 - 白木茂、児童文学者・翻訳家（* 1910年）
- 8月7日 - 樫山欽四郎、哲学研究者（* 1907年）
- 8月7日 - 村山長挙、元朝日新聞社社長（* 1894年）
- 8月8日 - 栗林友二、実業家（* 1898年）
- 8月8日 - エドガー・エイドリアン、生理学者（* 1889年）
- 8月10日 - 石田茂作、仏教考古学者（* 1894年）
- 8月10日 - 山田かまち、遺作の詩・絵画で知られる高校生（* 1960年）
- 8月10日 - エドゥアルト・ロシュマン、ナチス・ドイツ親衛隊大尉（* 1908年）
- 8月12日 - 蒲生礼一、イスラム学者・東京外国語大学名誉教授（* 1901年）
- 8月15日 - 近藤壌太郎、内務官僚・弁護士（* 1894年）

## （16日 - 31日）
- 8月16日 - 硲伊之助、画家・陶芸家（* 1895年）
- 8月16日 - エルヴィス・プレスリー、ロックンロール歌手（* 1935年）
- 8月17日 - 田村吉永、日本史学者（* 1893年）
- 8月17日 - 寒川道夫、教育者・児童文学作家（* 1910年）
- 8月17日 - パーヴェル・セレブリャーコフ、ピアニスト（* 1909年）
- 8月19日 - グルーチョ・マルクス、コメディアン・マルクス兄弟（* 1890年）
- 8月23日 - 原田常治、出版事業家（* 1903年）
- 8月23日 - 新国誠一、詩人・画家（* 1925年）
- 8月23日 - 宮之原謙、陶芸家（* 1898年）
- 8月23日 - ナウム・ガボ、美術家・彫刻家（* 1890年）
- 8月26日 - H・A・レイ、児童文学作家（* 1898年）
- 8月27日 - 山田兼松、男子マラソン選手（* 1903年）
- 8月28日 - 清野静男、将棋棋士（* 1922年）
- 8月31日 - 大滝亀代司、弁護士・政治家（* 1898年）